# Tuvana Türkay
Tuvana Muniba Türkay (Üsküdar, Estambul, 3 de octubre de 1990) es una actriz turca.

## Biografía
Nació el 3 de octubre de 1990 en Üsküdar, Estambul, Turquía. Creció en Estambul, del lado materno es de Crimea, su abuelo es de Trebisonda, su abuela es de Rize, su madre nació en Antalya, su padre es un migrante turco de Bulgaria. Tuvana Türkay se graduó en la Universidad de Estambul, y continuó su educación en la Universidad Beykent en el departamento de Radio, Televisión y cine.

## Actuación
Empezó en comerciales a la edad de 9 años. Desde entonces, empezó a tomar clases de canto, actuación y dicción. Se hizo muy conocida con la serie de televisión Yer Gök Unşk.

## Música
Türkay se interesó en la música, y en 2015, cantó la canción "Ara Ne Olursun" y obtuvo una gran ovación.

## Filmografía

### Película
| Película | Película                         | Película      | Película  |
| -------- | -------------------------------- | ------------- | --------- |
| Año      | Producción                       | Función       | Notas     |
| 2013     | Eksik Sayfalar                   | Ayşegül       | Principal |
| 2015     | En Güzeli                        | Gizem         | Principal |
| 2015     | Güvercin Uçuverdi                | Sema Taşkın   | Principal |
| 2015     | Bizans Oyunları (Geym De Bizans) | Ayçörek Hatun | Principal |
| 2016     | Somuncu Baba Unşkın Sırrı        | Necmiye       | Principal |
| 2016     | Sen Sağ Ben Selamet              | Principal     |           |
| 2017     | Olanlar Oldu                     | Principal     |           |

### Series de TV
| Televisión | Televisión        | Televisión            | Televisión |
| ---------- | ----------------- | --------------------- | ---------- |
| Año        | Producción        | Rol                   | Notas      |
| 2009       | Ayrılık           | Kevok                 | Principal  |
| 2010       | Nakş-ı Dil Sultan | Nakş-ı Dil Sultan     | Principal  |
| 2010-2012  | Yer Gök Unşk      | Bade Palalı Hancıoğlu | Principal  |
| 2014       | Kara Para Aşk     | Bahar Çınar           | Principal  |
| 2016       | Oyunbozan         | Ece                   | Principal  |
| 2020       | Yasak Elma        | Leyla Celebi          | soporte    |